# Liste der Biografien/Schip
Liste der Biografien |
Portal Biografien |
Personensuche
# |
A |
B |
C |
D |
E |
F |
G |
H |
I |
J |
K |
L |
M |
N |
O |
P |
Q |
R |
S |
T |
U |
V |
W |
X |
Y |
Z |
?
 
Sa |
Sb |
Sc |
Sd |
Se |
Sf |
Sg |
Sh |
Si |
Sj |
Sk |
Sl |
Sm |
Sn |
So |
Sp |
Sq |
Sr |
Ss |
St |
Su |
Sv |
Sw |
Sy |
Sz
 
Sca–Sce |
Sch |
Sci–Scz
 
Scha |
Schc |
Schd |
Sche |
Schg |
Schi |
Schj |
Schk |
Schl |
Schm |
Schn |
Scho |
Schp |
Schr |
Schs |
Scht |
Schu |
Schv |
Schw |
Schy
 
Schia |
Schib |
Schic |
Schid |
Schie |
Schif |
Schig |
Schih |
Schij |
Schik |
Schil |
Schim |
Schin |
Schio |
Schip |
Schir |
Schis |
Schit |
Schiu |
Schiv |
Schiw |
Schiz
Die Liste der Biografien führt alle Personen auf, die in der deutschsprachigen Wikipedia einen Artikel haben. Dieses ist eine Teilliste mit 91 Einträgen von Personen, deren Namen mit den Buchstaben „Schip“ beginnt.

## Schip
- Schip, Jan-Willem van (* 1994), niederländischer Radsportler
- Schip, John van ’t (* 1963), niederländischer Fußballspieler und -trainer

### Schipa
- Schipa, Tito (1888–1965), italienischer Opernsänger (Tenor) und Komponist
- Schipani, Hellmuth (1927–1993), österreichischer Politiker (SPÖ), Mitglied des Bundesrates
- Schipani, Martin (1693–1759), deutscher Uhrmachermeister
- Schipanski, Dagmar (1943–2022), deutsche Ingenieurin, Hochschullehrerin und Politikerin (CDU), MdL Thüringen und MinisterinDagmar Schipanski (1943–2022)

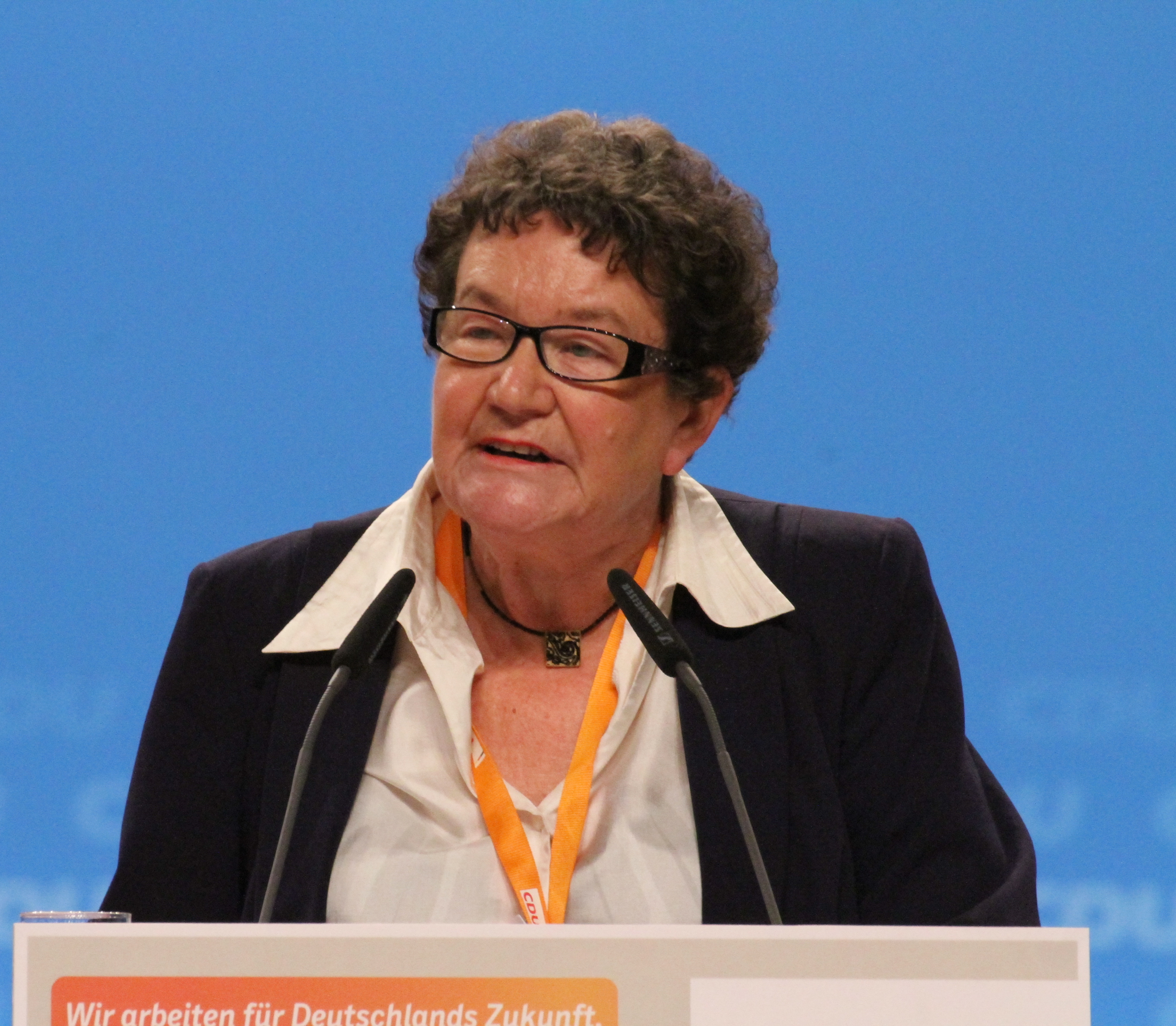
Dagmar Schipanski (1943–2022)

- Schipanski, Tankred (* 1976), deutscher Politiker (CDU), MdB
- Schipatschow, Wadim Alexandrowitsch (* 1987), russischer Eishockeyspieler

### Schipe
- Schipenko, Alexei Pawlowitsch (* 1961), russischer Schriftsteller, Regisseur, Musiker und Schauspieler
- Schipenko, Klim Alexejewitsch (* 1983), russischer Filmregisseur, Drehbuchautor, Schauspieler und Produzent
- Schiper, Ignacy (1884–1943), polnischer Historiker, Mitglied des Sejm

### Schipf
- Schipfer, Joseph (1761–1843), nassauischer Abgeordneter und Plansprachenautor

### Schiph
- Schiphorst, Bernd (* 1943), deutscher Medien-Manager
- Schiphorst, Iris ter (* 1956), deutsch-niederländische Komponistin
- Schiphower, Johannes (* 1463), deutscher Augustinermönch, Theologe und Historiker

### Schipi
- Schipilowa, Natalja Borissowna (* 1979), russische Handballspielerin
- Schipizky, Frederick (* 1952), kanadischer Kontrabassist und Komponist

### Schipk
- Schipka, Peter (* 1970), österreichischer römisch-katholischer Priester
- Schipke, Albert (* 1885), deutscher Radrennfahrer
- Schipke, Richard (1874–1932), deutscher Bildhauer
- Schipkowensky, Nikola (1906–1976), bulgarischer Neurologe und Psychiater

### Schipl
- Schiplitz, Johann, Propst von Cölln und Berlin (1500 bis 1502)

### Schipm
- Schipmann, Bernd (* 1994), deutsch-philippinischer Fußballspieler
- Schipmann, Gero (* 1988), deutscher Fusionmusiker (Gitarre, Komposition)

### Schipo
- Schipow, Sergei Jurjewitsch (* 1966), russischer Schachspieler

### Schipp
- Schipp und Branitz, Johann Nepomuk von (1736–1797), preußischer Landrat und Landschaftsdirektor
- Schippan, Michael (* 1955), deutscher Neuzeithistoriker und Osteuropahistoriker
- Schippel, Alexander (* 1979), deutscher Fotograf und Fotojournalist
- Schippel, Caspar († 1722), deutscher Orgelbauer und Müller
- Schippel, Dietrich (1944–2025), deutscher Politiker (CDU), MdA
- Schippel, Hans (1880–1958), deutscher Bankmanager
- Schippel, Hans-Joachim (* 1951), deutscher Radrennfahrer
- Schippel, Larisa (* 1951), Übersetzungswissenschaftlerin und Linguistin
- Schippel, Max (1859–1928), deutscher Politiker (SPD), Redakteur, Journalist, Hochschullehrer, MdR
- Schippel, Rudi (1922–1995), österreichischer Schauspieler
- Schippel, Werner-Siegwart (* 1951), deutscher Politiker (SPD), MdL
- Schippels, Ulrich (* 1963), deutscher Politiker (Die Linke), MdL
- Schipper, Adolf (1873–1915), deutscher Offizier und Kolonialbeamter
- Schipper, Bernd U. (* 1968), deutscher Theologe und Ägyptologe
- Schipper, Emil (1882–1957), österreichischer Opernsänger (Bariton)
- Schipper, Esther (* 1963), deutsche Galeristin
- Schipper, Friedrich (* 1972), österreichischer Archäologe und Experte für Kulturgüterschutz
- Schipper, Georg (1878–1972), deutscher Landwirt und Politiker (MdL)
- Schipper, Gerard (1948–2025), niederländischer Radrennfahrer
- Schipper, Hans (1912–1984), österreichischer Beamter
- Schipper, Jakob (1842–1915), deutsch-österreichischer Philologe und Anglist
- Schipper, Jessicah (* 1986), australische Schwimmerin
- Schipper, Johann Georg (* 1751), deutscher Mediziner
- Schipper, Jörn (* 1955), deutscher Schlagzeuger und Komponist des Modern Jazz
- Schipper, Jos (* 1951), niederländischer Radrennfahrer
- Schipper, Kerstin (* 1964), deutsche Juristin
- Schipper, Kristofer (1934–2021), niederländischer Sinologe
- Schipper, Lisa (* 1975), schwedisch-US-amerikanische Geographin, Klimaforscherin und Hochschullehrerin
- Schipper, Mathias (* 1957), deutscher Fußballspieler
- Schipper, Max (1900–1951), österreichischer Sänger, Film- und Theaterschauspieler und Spielleiter
- Schipper, Sebastian (* 1968), deutscher Schauspieler und FilmregisseurSebastian Schipper (* 1968)

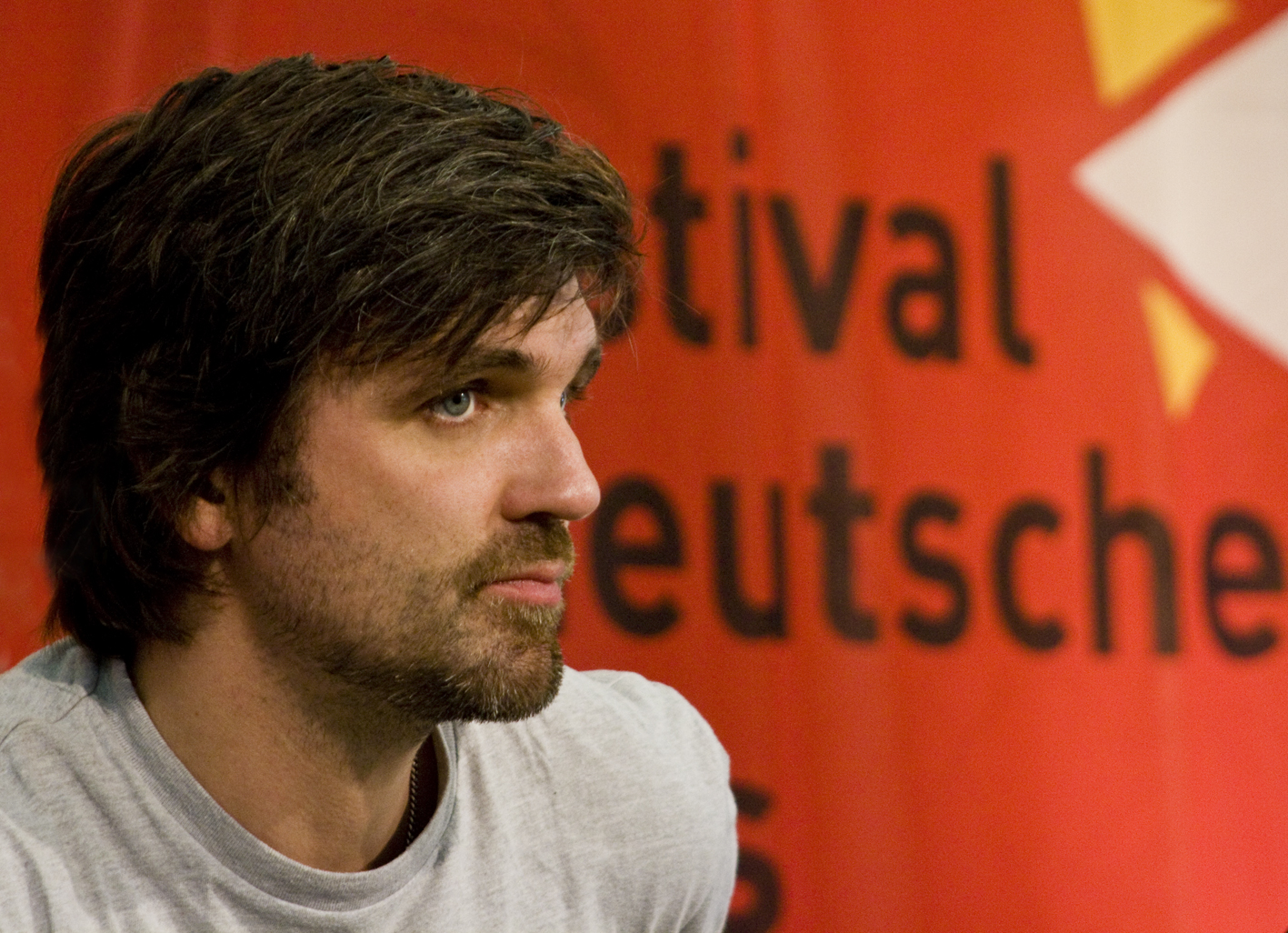
Sebastian Schipper (* 1968)

- Schipper, Steven, kanadischer Regisseur und Theaterleiter
- Schipperges, Heinrich (1918–2003), deutscher Medizinhistoriker
- Schipperges, Ines (* 1983), deutsche Journalistin, Redakteurin und Autorin
- Schipperges, Thomas (* 1959), deutscher Musikwissenschaftler und Hochschullehrer
- Schippers, Dafne (* 1992), niederländische LeichtathletinDafne Schippers (* 1992)

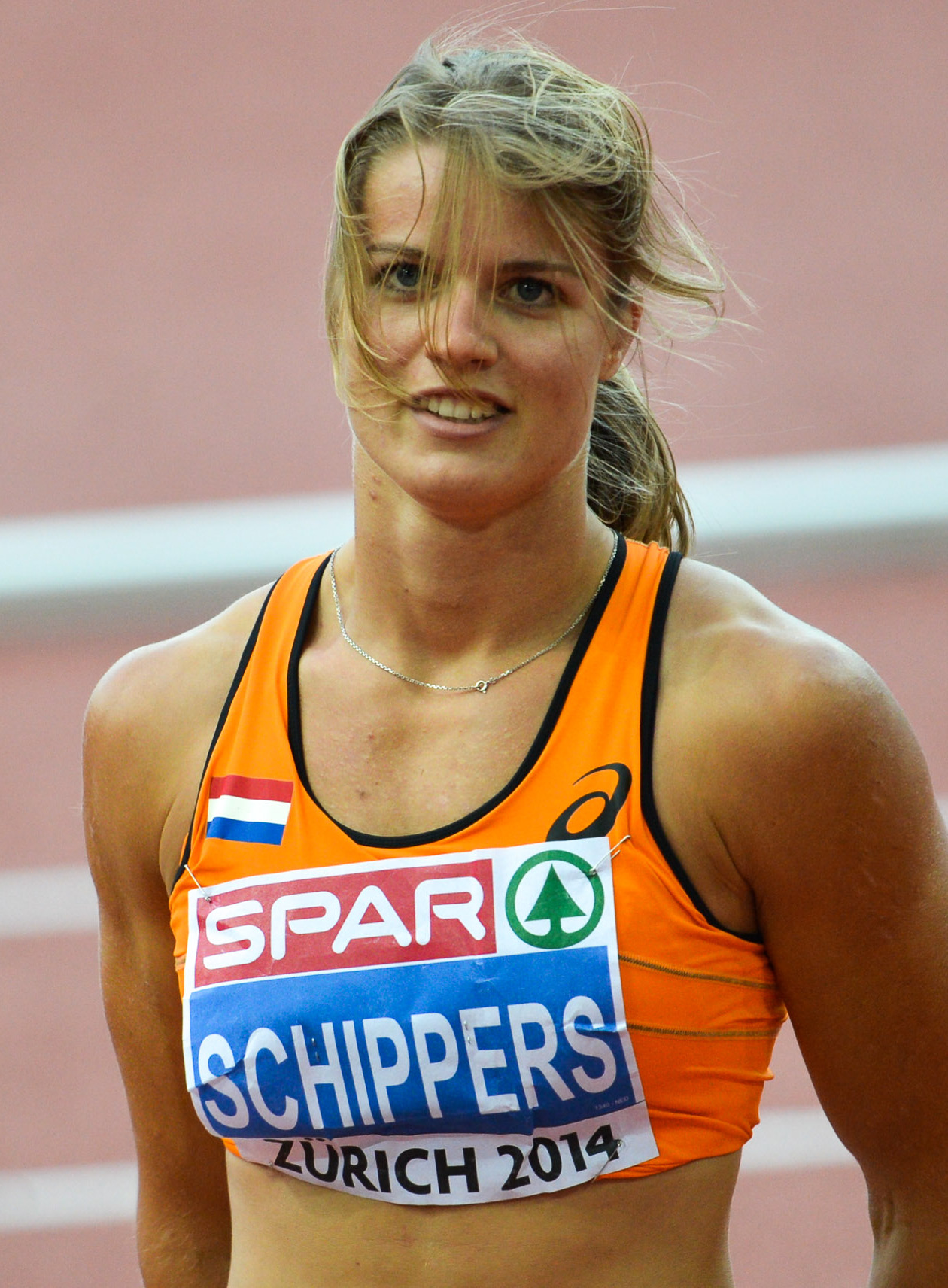
Dafne Schippers (* 1992)

- Schippers, Debbie (* 1996), deutsche Popsängerin und Moderatorin
- Schippers, Edith (* 1964), niederländische Politikerin
- Schippers, Hans-Werner (1929–2012), deutscher Tischtennisspieler
- Schippers, Heinz (1926–2016), deutscher Unternehmer und Manager
- Schippers, K. (1936–2021), niederländischer Schriftsteller
- Schippers, Krijn (* 1884), niederländischer Radrennfahrer
- Schippers, Thomas (1930–1977), US-amerikanischer Dirigent
- Schippers, Wim T. (* 1942), niederländischer Fernsehschaffender, Künstler und Autor
- Schippert, Gottlob Friedrich Bernhard von (1820–1893), württembergischer Oberamtmann
- Schippert, Martin (1946–1981), Schweizer Motorrad-Rocker, gilt als Gründer der Hells Angels Schweiz
- Schippert, Paul (* 2002), deutscher Bahnradsportler und Leichtathlet
- Schippert, Wilhelm (1907–1980), deutscher Landrat
- Schipphorst, Bernhard (* 1912), deutscher Fußballspieler
- Schippling, Kristina (* 1983), deutsche Filmregisseurin und Schriftstellerin
- Schipplock, Sven (* 1988), deutscher FußballspielerSven Schipplock (* 1988)

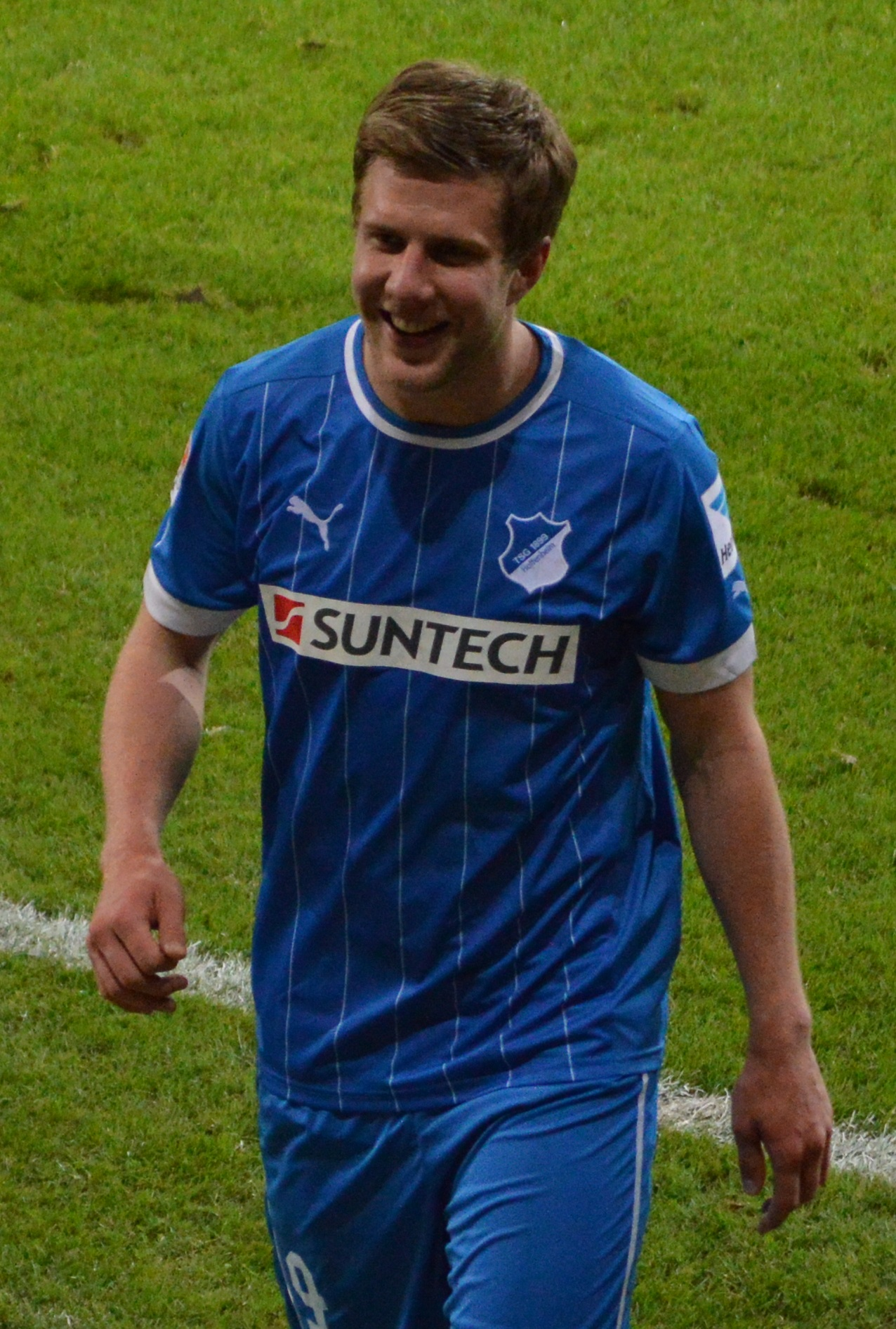
Sven Schipplock (* 1988)

- Schippmann, Beate (* 1959), deutsche Sportlerin im Rollstuhltischtennis
- Schippmann, Klaus (1924–2010), deutscher Vorderasiatischer Archäologe
- Schippmann, Saskia (* 1993), deutsche Fußballspielerin
- Schippmann, Timon (* 1995), deutscher Volleyballspieler
- Schipporeit, Erhard (* 1949), deutscher Manager
- Schipporeit, Heinz, deutscher Fußballspieler
- Schipprak, Hermann (* 1885), deutscher Unternehmer

### Schipr
- Schiprowski, Claus (* 1942), deutscher Leichtathlet und Olympiamedaillengewinner

### Schips
- Schips, Bernd (* 1939), deutscher Ökonom
- Schips, Kurt (1927–2022), deutscher Ingenieur, Manager und Funkamateur
- Schips, Rolf (* 1939), deutscher Fußballspieler
- Schips-Lienert, Lina (1892–1944), Schweizer Schriftstellerin

### Schipu
- Schipulin, Anton Wladimirowitsch (* 1987), russischer Biathlet
- Schipulle, Hans (* 1913), deutscher Dokumentarfilmer
- Schipunow, Timofei Artjomowitsch (* 2003), russischer Fußballspieler